# 8e étape du Tour d'Italie 2015
Pour un article plus général, voir Tour d'Italie 2015.
La 8e étape du Tour d'Italie 2015 s'est déroulée le samedi 16 mai 2015. Elle part de Fiuggi et arrive à Campitello Matese après 186 km.

## Parcours
Cette huitième étape se déroule sous la forme d'une étape en ligne entre Fiuggi et Campitello Matese. Elle est classée haute montagne par les organisateurs, le parcours comprend deux côtes ou cols classées en deuxième (Forca d'Acero (km 80,7) ) et première catégorie (Campitello Matese (km 186) ). À noter qu'il s'agit de la première arrivée en haute montagne dans ce Giro 2015.

## Résultats

### Classement de l'étape
| Classement de l'étape | Classement de l'étape | Classement de l'étape | Classement de l'étape | Classement de l'étape |
|                       | Coureur               | Pays                  | Équipe                | Temps                 |
| --------------------- | --------------------- | --------------------- | --------------------- | --------------------- |
| 1er                   | Beñat Intxausti       | Espagne               | Movistar              | en 4 h 51 min 34 s    |
| 2e                    | Mikel Landa           | Espagne               | Astana                | + 20 s                |
| 3e                    | Sébastien Reichenbach | Suisse                | IAM                   | + 31 s                |
| 4e                    | Fabio Aru             | Italie                | Astana                | + 35 s                |
| 5e                    | Alberto Contador      | Espagne               | Tinkoff-Saxo          | + 35 s                |
| 6e                    | Richie Porte          | Australie             | Sky                   | + 35 s                |
| 7e                    | Rigoberto Urán        | Colombie              | Etixx-Quick Step      | + 35 s                |
| 8e                    | Dario Cataldo         | Italie                | Astana                | + 35 s                |
| 9e                    | Damiano Cunego        | Italie                | Nippo-Vini Fantini    | + 45 s                |
| 10e                   | Damiano Caruso        | Italie                | BMC Racing            | + 45 s                |
| modifier              |                       |                       |                       |                       |

### Points attribués
|   | Cycliste             | Nat         | Équipe                | Pts | Bonif |
| - | -------------------- | ----------- | --------------------- | --- | ----- |
| 1 | Eduard-Michael Grosu | Roumanie    | Nippo-Vini Fantini    | 8   | 3 s   |
| 2 | Alberto Contador     | Espagne     | Tinkoff-Saxo          | 4   | 2 s   |
| 3 | Branislau Samoilau   | Biélorussie | CCC Sprandi Polkowice | 1   | 1 s   |

|   | Cycliste           | Nat      | Équipe              | Pts | Bonif |
| - | ------------------ | -------- | ------------------- | --- | ----- |
| 1 | Steven Kruijswijk  | Pays-Bas | Lotto NL-Jumbo      | 8   | 3 s   |
| 2 | Kristof Vandewalle | Belgique | Trek Factory Racing | 4   | 2 s   |
| 3 | Carlos Betancur    | Colombie | AG2R La Mondiale    | 1   | 1 s   |

| - Sprint final de Campitello Matese (km 186) \| \| Cycliste \| Nat \| Équipe \| Points \| Bonif \| \| -- \| --------------------- \| --------- \| ------------------ \| ------ \| ----- \| \| 1 \| Beñat Intxausti \| Espagne \| Movistar \| 15 \| 10 s \| \| 2 \| Mikel Landa \| Espagne \| Astana \| 12 \| 6 s \| \| 3 \| Sébastien Reichenbach \| Suisse \| IAM \| 9 \| 4 s \| \| 4 \| Fabio Aru \| Italie \| Astana \| 7 \| \| \| 5 \| Alberto Contador \| Espagne \| Tinkoff-Saxo \| 6 \| \| \| 6 \| Richie Porte \| Australie \| Sky \| 5 \| \| \| 7 \| Rigoberto Urán \| Colombie \| Etixx-Quick Step \| 4 \| \| \| 8 \| Dario Cataldo \| Italie \| Astana \| 3 \| \| \| 9 \| Damiano Cunego \| Italie \| Nippo-Vini Fantini \| 2 \| \| \| 10 \| Damiano Caruso \| Italie \| BMC Racing \| 1 \| \| |                       |           |                    |        |       |
| | Cycliste              | Nat       | Équipe             | Points | Bonif |
| 1 | Beñat Intxausti       | Espagne   | Movistar           | 15     | 10 s  |
| 2 | Mikel Landa           | Espagne   | Astana             | 12     | 6 s   |
| 3 | Sébastien Reichenbach | Suisse    | IAM                | 9      | 4 s   |
| 4 | Fabio Aru             | Italie    | Astana             | 7      |       |
| 5 | Alberto Contador      | Espagne   | Tinkoff-Saxo       | 6      |       |
| 6 | Richie Porte          | Australie | Sky                | 5      |       |
| 7 | Rigoberto Urán        | Colombie  | Etixx-Quick Step   | 4      |       |
| 8 | Dario Cataldo         | Italie    | Astana             | 3      |       |
| 9 | Damiano Cunego        | Italie    | Nippo-Vini Fantini | 2      |       |
| 10 | Damiano Caruso        | Italie    | BMC Racing         | 1      |       |

### Cols et côtes
|   | Cycliste           | Pays       | Équipe                      | Points |
| - | ------------------ | ---------- | --------------------------- | ------ |
| 1 | Steven Kruijswijk  | Pays-Bas   | Lotto NL-Jumbo              | 15     |
| 2 | Franco Pellizotti  | Italie     | Androni Giocattoli-Sidermec | 8      |
| 3 | Carlos Betancur    | Colombie   | AG2R La Mondiale            | 6      |
| 4 | Beñat Intxausti    | Espagne    | Movistar                    | 4      |
| 5 | Przemysław Niemiec | Pologne    | Lampre-Merida               | 2      |
| 6 | Thomas Danielson   | États-Unis | Cannondale-Garmin           | 1      |

|   | Cycliste              | Pays      | Équipe           | Points |
| - | --------------------- | --------- | ---------------- | ------ |
| 1 | Beñat Intxausti       | Espagne   | Movistar         | 35     |
| 2 | Mikel Landa           | Espagne   | Astana           | 18     |
| 3 | Sébastien Reichenbach | Suisse    | IAM              | 12     |
| 4 | Fabio Aru             | Italie    | Astana           | 9      |
| 5 | Alberto Contador      | Espagne   | Tinkoff-Saxo     | 6      |
| 6 | Richie Porte          | Australie | Sky              | 4      |
| 7 | Rigoberto Urán        | Colombie  | Etixx-Quick Step | 2      |
| 8 | Dario Cataldo         | Italie    | Astana           | 1      |

### Classement au temps par équipes
| Classement par équipes au temps | Classement par équipes au temps | Classement par équipes au temps | Classement par équipes au temps |
|                                 | Équipe                          | Pays                            | Temps                           |
| ------------------------------- | ------------------------------- | ------------------------------- | ------------------------------- |
| 1re                             | Astana                          | Kazakhstan                      | en 14 h 36 min 12 s             |
| 2e                              | Movistar                        | Espagne                         | + 8 s                           |
| 3e                              | Sky                             | Royaume-Uni                     | + 1 min 9 s                     |
| modifier                        |                                 |                                 |                                 |

### Classement aux points par équipes
| Classement par équipes aux points | Classement par équipes aux points | Classement par équipes aux points | Classement par équipes aux points | Classement par équipes aux points |
|                                   | Équipes                           | Pays                              |                                   | Point(s)                          |
| --------------------------------- | --------------------------------- | --------------------------------- | --------------------------------- | --------------------------------- |
| 1re                               | Movistar                          | Espagne                           |                                   | 62                                |
| 2e                                | Astana                            | Kazakhstan                        |                                   | 61                                |
| 3e                                | IAM                               | Suisse                            |                                   | 25                                |
| modifier                          |                                   |                                   |                                   |                                   |

## Classements à l'issue de l'étape

### Classement général
| Classement final général | Classement final général | Classement final général | Classement final général | Classement final général |
|                          | Coureur                  | Pays                     | Équipe                   | Temps                    |
| ------------------------ | ------------------------ | ------------------------ | ------------------------ | ------------------------ |
| 1er                      | Alberto Contador         | Espagne                  | Tinkoff-Saxo             | en 32 h 40 min 7 s       |
| 2e                       | Fabio Aru                | Italie                   | Astana                   | + 4 s                    |
| 3e                       | Richie Porte             | Australie                | Sky                      | + 22 s                   |
| 4e                       | Dario Cataldo            | Italie                   | Astana                   | + 30 s                   |
| 5e                       | Mikel Landa              | Espagne                  | Astana                   | + 42 s                   |
| 6e                       | Roman Kreuziger          | Tchéquie                 | Tinkoff-Saxo             | + 1 min 0 s              |
| 7e                       | Giovanni Visconti        | Italie                   | Movistar                 | + 1 min 16 s             |
| 8e                       | Rigoberto Urán           | Colombie                 | Etixx-Quick Step         | + 1 min 24 s             |
| 9e                       | Damiano Caruso           | Italie                   | BMC Racing               | + 1 min 34 s             |
| 10e                      | Andrey Amador            | Costa Rica               | Movistar                 | + 1 min 38 s             |
| modifier                 |                          |                          |                          |                          |

### Classement par points
| Classement par points | Classement par points | Classement par points | Classement par points       | Classement par points |
| --------------------- | --------------------- | --------------------- | --------------------------- | --------------------- |
|                       | Coureur               | Pays                  | Équipe                      | Point(s)              |
| 1er                   | Elia Viviani          | Italie                | Sky                         | 78 points             |
| 2e                    | André Greipel         | Allemagne             | Lotto-Soudal                | 75 pts                |
| 3e                    | Marco Bandiera        | Italie                | Androni Giocattoli-Sidermec | 60 pts                |
| 4e                    | Diego Ulissi          | Italie                | Lampre-Merida               | 50 pts                |
| 5e                    | Giacomo Nizzolo       | Italie                | Trek Factory Racing         | 47 pts                |
| modifier              |                       |                       |                             |                       |

### Classement du meilleur grimpeur
| Classement du meilleur grimpeur | Classement du meilleur grimpeur | Classement du meilleur grimpeur | Classement du meilleur grimpeur | Classement du meilleur grimpeur |
| ------------------------------- | ------------------------------- | ------------------------------- | ------------------------------- | ------------------------------- |
|                                 | Coureur                         | Pays                            | Équipe                          | Point(s)                        |
| 1er                             | Beñat Intxausti                 | Espagne                         | Movistar                        | 39 points                       |
| 2e                              | Mikel Landa                     | Espagne                         | Astana                          | 19 pts                          |
| 3e                              | Sébastien Reichenbach           | Suisse                          | IAM                             | 15 pts                          |
| 4e                              | Jan Polanc                      | Slovénie                        | Lampre-Merida                   | 15 pts                          |
| 5e                              | Pavel Kochetkov                 | Russie                          | Katusha                         | 15 pts                          |
| modifier                        |                                 |                                 |                                 |                                 |

### Classement du meilleur jeune
| Classement du meilleur jeune | Classement du meilleur jeune | Classement du meilleur jeune | Classement du meilleur jeune | Classement du meilleur jeune |
|                              | Coureur                      | Pays                         | Équipe                       | Temps                        |
| ---------------------------- | ---------------------------- | ---------------------------- | ---------------------------- | ---------------------------- |
| 1er                          | Fabio Aru                    | Italie                       | Astana                       | en 32 h 40 min 11 s          |
| 2e                           | Davide Formolo               | Italie                       | Cannondale-Garmin            | + 2 min 11 s                 |
| 3e                           | Esteban Chaves               | Colombie                     | Orica-GreenEDGE              | + 7 min 46 s                 |
| 4e                           | Jan Polanc                   | Slovénie                     | Lampre-Merida                | + 19 min 25 s                |
| 5e                           | Francesco Manuel Bongiorno   | Italie                       | Bardiani CSF                 | + 21 min 57 s                |
| modifier                     |                              |                              |                              |                              |

### Classements par équipes

#### Classement au temps
| Classement par équipes au temps | Classement par équipes au temps | Classement par équipes au temps | Classement par équipes au temps |
|                                 | Équipe                          | Pays                            | Temps                           |
| ------------------------------- | ------------------------------- | ------------------------------- | ------------------------------- |
| 1re                             | Astana                          | Kazakhstan                      | en 97 h 22 min 29 s             |
| 2e                              | Sky                             | Royaume-Uni                     | + 3 min 32 s                    |
| 3e                              | BMC Racing                      | États-Unis                      | + 4 min 20 s                    |
| modifier                        |                                 |                                 |                                 |

#### Classement aux points
| Classement par équipes aux points | Classement par équipes aux points | Classement par équipes aux points | Classement par équipes aux points | Classement par équipes aux points |
|                                   | Équipes                           | Pays                              |                                   | Point(s)                          |
| --------------------------------- | --------------------------------- | --------------------------------- | --------------------------------- | --------------------------------- |
| 1re                               | Orica-GreenEDGE                   | Australie                         |                                   | 194                               |
| 2e                                | Astana                            | Kazakhstan                        |                                   | 188                               |
| 3e                                | Movistar                          | Espagne                           |                                   | 141                               |
| modifier                          |                                   |                                   |                                   |                                   |